# Sharolyn Scott
Sharolyn Scott Norman (Limón, 27 de octubre de 1983) es una atleta costarricense, especialista en los 400 metros con vallas. Ha competido en los Juegos Olímpicos en dos ocasiones, en Londres 2012 y Río de Janeiro 2016.